# Portret Krystyny Duńskiej
Portret Krystyny Duńskiej – portret księżnej Mediolanu, Krystyny Duńskiej, wykonany przez Hansa Holbeina młodszego około roku 1538 na zamówienie króla Henryka VIII.
Okoliczności powstania dzieła zostały opisane przez Johna Huttona, ambasadora angielskiego w Brukseli, w liście z 14 marca 1538 roku do Thomasa Cromwella. Zgodnie z jego relacją, 10 marca do Brukseli przybył dworzanin Philipp Hobby wraz z malarzem Hansem Holbeinem, który miał wykonać portret Krystyny Duńskiej (1522-1590). Krystyna była córką króla Chrystiana II i Izabelli Burgundzkiej, siostry Karola V. W 1533 roku, w wieku 11 lat, Krystyna poślubiła Franciszka II Sforzę, księcia Mediolanu. Dwa lata później, w wieku 13 lat, została wdową i powróciła do Brukseli, gdzie trzy lata później przyjechał namalować ją Holbein. Słynęła z urody i intelektu. Cromwell chciał zaproponować królowi Henrykowi VIII 16-letnią wówczas Krystynę jako kandydatkę na żonę. Henryk VIII był wtedy wdowcem, nie żyły jego trzy poprzednie żony: Katarzyna Aragońska, Anna Boleyn i Jane Seymour. Porteret miał wzbudzić zainteresowanie króla księżną.
Spotkanie malarza i Krystyny zorganizował Hutton. Księżna pozowała 12 marca 1538 roku od 13.00, przez trzy godziny. Najprawdopodobniej czas ten był za krótki, by móc malować i Holbein stworzył same szkice. Bazując na tych rysunkach Holbein stworzył portret ukazujący całą postać księżnej. Ubrana jest w żałobny strój i stoi na tle zielono-niebieskawej ściany. W rękach trzyma rękawiczki. Wendy Beckett napisała:
To dama wyjątkowo pewna siebie. Twarz ma jeszcze dziewczęco pucułowatą, ale spogląda na nas władczo, lekko się uśmiechając. W dłoniach trzyma rękawiczki, świadoma tego, że jest obserwowana, lecz jednocześnie nie chce ujawniać żadnych emocji. Wydaje się wystarczająco silna, aby poradzić sobie z angielskim królem, ale trzeba przyznać, że wykazała rozsądek, odrzucając jego konkury.
Stefano Zuffi natomiast stwierdził:
Księżniczka Krystyna pozowała mu zaledwie trzy godziny; ale w tym bardzo krótkim czasie malarz zdołał uchwycić cechy charakterystyczne dziewczyny, które następnie przedstawił w „perfekcyjnym” portrecie, emanującym przenikliwą prostotą i energią.
Podobno król zakochał się w Krystynie, gdy tylko zobaczył jej portret, lecz dwuletnie negocjacje w sprawie zawarcia małżeństwa spełzły na niczym. 6 stycznia 1540 roku król Henryk ożenił się z księżną Anną. W 1541 roku Krystyna Duńska poślubiła Franciszka I, księcia Lotaryngii.